# 1917
För andra betydelser, se 1917 (olika betydelser).
1917 (MCMXVII) var ett år som började en måndag i den gregorianska kalendern och ett som började en söndag i den julianska kalendern.

## Händelser

### Januari
- 1 januari – I Sverige får Katrineholm och Sollefteå stadsrättigheter.[1]
- 8 januari – Svenska staten beslagtar all brödsäd, mjöl och bröd i ransoneringssyfte.
- 15 januari – Brödet ransoneras i Sverige då världskriget omöjliggjort spannmålsimport och svenska skörden slagit fel.[1] Dagsransonen är 250 gram mjöl per person.[2]
- 17 januari – USA köper Jungfruöarna från Danmark för 25 miljoner dollar.
- 21 januari – En jordbävning drabbar Bali, Indonesien och kräver cirka 15 000 dödsoffer.
- 29 januari – Victor Sjöströms film "Terje Vigen", efter Henrik Ibsens dikt, har biopremiär[2] och inleder svensk films storhetstid.[3]
- 31 januari – Tyskland proklamerar det oinskränkta ubåtskriget vilket inleds nästa dag med 111 ubåtar. Ubåtskrigets syfte är att avskära Storbritannien och Frankrike från import, särskilt av krigsmateriel.

### Februari
- 1 februari – Tyskland skärper oinskränkta ubåtskriget, alla handelsfartyg till Storbritannien skall sänkas, även om de åker under neutrala staters flagg. 134 fartyg sänks på tre veckor.[4]
- 3 februari – USA bryter de diplomatiska förbindelserna med Tyskland. Samma dag sänker en tysk ubåt det amerikanska passagerarfartyget Housatonic.
- 5 februari – Då Mexiko inför en ny konstitution säger den att ingen religion skall ha fördelar i Mexikos utbildningssystem
- 19 februari – Kafferansonering införs i Sverige, senare under månaden även mjölkransonering.[2]
- 24 februari – Brittiska myndigheter överlämnar en kopia av det så kallade Zimmermanntelegrammet till Walter H. Page, USA:s ambassadör i Storbritannien. I det kodade telegrammet från tyske utlandssekreteraren Arthur Zimmermann ställt till Johann von Bernstorff, Tysklands ambassadör i Mexiko, försökte Tyskland värva Mexiko som bundsförvant i händelse av krig med USA.
- 25 februari – Tyska u-båtar beordras att sänka alla fientliga och neutrala fartyg utanför Storbritannien.[1]
- 26 februari – 11 personer omkommer då ett invalidtåg rusar genom fellagd växel och välter i Holmsveden i Hälsingland.[5]

### Mars

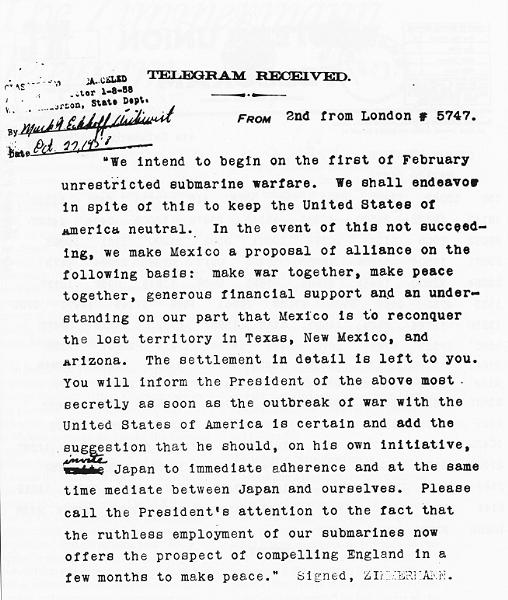
Zimmermanntelegrammet

- Mars – Zimmermanntelegrammet publiceras i amerikansk press.
- 1 mars – Osmanska riket byter stil när den julianska kalendern ersätts av den gregorianska.[1]
- 10 mars (NS) – Uppror utbryter i Petrograd.[1] Furst Georgij Lvov bildar provisorisk regering, och beordrar att tsarfamiljen tas till fånga.[4] Revolutionen var resultatet av hungerdemonstrationer och vapennedläggelser i Petrograd.
- 15 mars – Rysslands tsar Nikolaus II abdikerar. En provisorisk regering under Aleksandr Kerenskijs ledning tillsätts.[6]
- 27 mars – Hjalmar Hammarskjöld avgår som svensk statsminister. SAP vill bli av med honom, och kallar honom för "tyskvänlige Hungerskjöld" då han får skulden för prisstegringarna och ransoneringarna.[2] Sveriges riksdag har förkastat Storbritanniens förslag till allmänt handelsavtal med Sverige.
- 30 mars – Högermannen Carl Swartz blir ny svensk statsminister och ersätter Hjalmar Hammarskjöld.[1] Arvid Lindman blir utrikesminister[2] och Conrad Carleson blir finansminister. Regeringen kommer överens med Storbritannien om ökad livsmedelstillförsel mot att brittiska fartyg får trafikera den minerade Kogrundsrännan i Öresund.

### April
- 1 april – Sverige erkänner Rysslands provisoriska regering[2] som tillsatts efter ryske tsarens abdikation i mars 1917.[2]
- 4 april – Hunger- och militärdemonstrationerna 1917 inleds med oroligheter i Borlänge, Hagfors, Hofors, Linköping och Skara
- 2 april – USA:s kongress röstar för krig mot Tyskland.
- 6 april – USA förklarar Tyskland krig efter ja-röster i USA:s kongress, och USA går in i kriget på samma sida som Frankrike och Storbritannien.[1] Beslutet tas med 90 röster mot 6 i senaten och 373 mot 50 i kongressen. De tilltagande tyska ubåtsaktiviteterna och Zimmermanntelegrammet (där Mexiko lovas delar av södra USA om de går in i kriget på Tysklands sida) är de utlösande faktorerna.
- 13 april – På väg från Schweiz till Petrograd gör Lenin uppehåll i Stockholm för att träffa svenska socialdemokrater.[7]
- 16 april
  - Vladimir Lenin anländer till Petrograd efter tågresa i plomberad järnvägsvagn genom Tyskland och Sverige.[1] Lenin och hans närmaste medarbetare fick tyska myndigheters tillstånd att från Schweiz passera genom Tyskland. Färden gick därefter vidare genom det neutrala Sverige för vidarebefordran till Ryssland.
  - Som en följd av livsmedelsbristen i Sverige uppstår hungerkravaller i Västervik.[1]
- 16–23 april – Hungersmarscher genomförs i 23 svenska städer.
- 20 april – Verkstadsklubbarnas medlemmar i Västerås protesterar mot dålig livsmedelsförsörjning i Sverige.[8]
- 22 april – 10 000 personer demonstrerar utanför svenska riksdagshuset.[9]
- 23 april – Amerikanske komikern Buster Keaton har premiär på sin första film, "The Butcher Boy".[1]
- 24 april – Demonstrationer och hungerkravaller utbryter på många platser i Sverige.
- 27 april – I Stockholm demonstrerar 5 000 kvinnliga fabriksarbetare mot mjölkbristen och de höjda livsmedelspriserna.[1] De protesterar utanför Mjölkcentralens centraler på Torsgatan i Stockholm.[2]
- 28 april – En privat skyddskår har bildats i Stockholm för att upprätthålla ordningen vid förstamajdemonstrationerna. Efter skarpt socialdemokratiskt angrepp i Sveriges riksdag upplöses kåren.[7]

### Maj

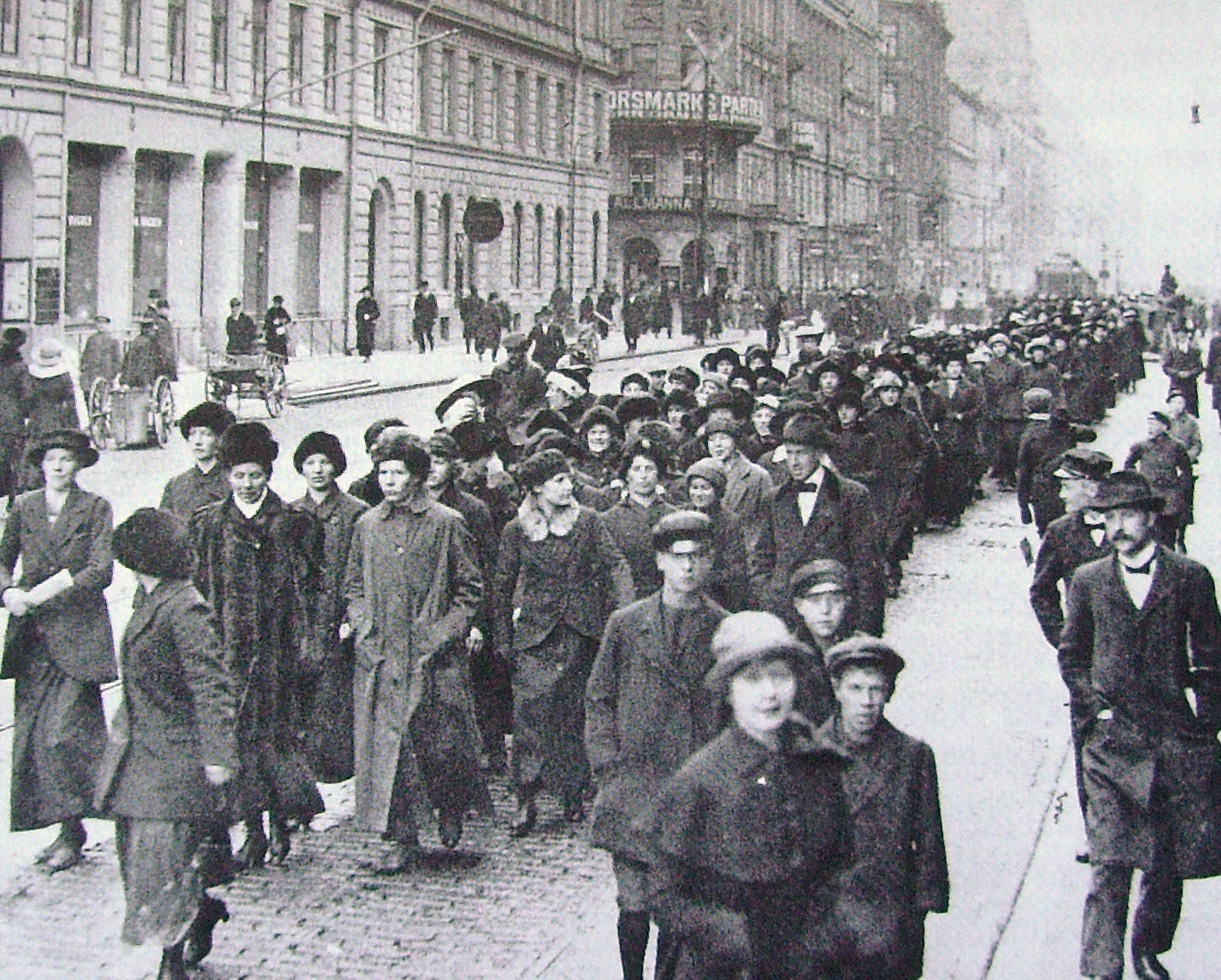
Hunger- och militärdemonstrationerna 1917

- 1 maj – 590 000 personer deltar i de största demonstrationerna någonsin i Sverige, med fred som främsta krav. Hungerupplopp har sedan en tid inträffat på flera svenska orter.[10] I Göteborg samlas 500 000 personer till demonstration.[11]
- 4 maj – Vid hungerkravaller i Norrköping stormar kvinnor livsmedelsbutiker. Poliserna försöker först hejda demonstranterna, men ger snart upp.[8]
- 13 maj – Eugenio Pacelli, utses till ärkebiskop av påve Benedictus XV.[12]
- 13–16 maj – Sveriges socialdemokratiska arbetareparti splittras då en grupp uteslutna ungsocialister bildar Sveriges socialdemokratiska vänsterparti[1] under ledning av Zeth ”Zäta” Höglund.[4] Stommen i partiet utgörs av Socialdemokratiska Ungdomsförbundet (SDUF). Sveriges socialdemokratiska arbetareparti bildar därför ett nytt ungdomsförbund, Sveriges Socialdemokratiska Ungdomsförbund (SSU).
- 23 maj – En månads oroligheter i Milano slutar då Italiens armé med våld slår ner anarkisterna och antikrigsrevolutionärer. 50 personer dödas, och 800 arresteras.[13]
- 29 maj–4 juni – Hungerupproret på Seskarö äger rum. Arbetarna avväpnar utkommenderad militär och tar över livsmedelsdistributionen.
- 31 maj – Militär sätts in mot hungerdemonstranterna på svenska Seskarö sydväst om Haparanda.[1]
- Maj – Hungerkravaller förekommer i bland annat Norrköping, Göteborg och Stockholm, varför socialdemokraterna och LO bildar en arbetarekommitté, för att återfå kontrollen över arbetarna.

### Juni
- 5 juni

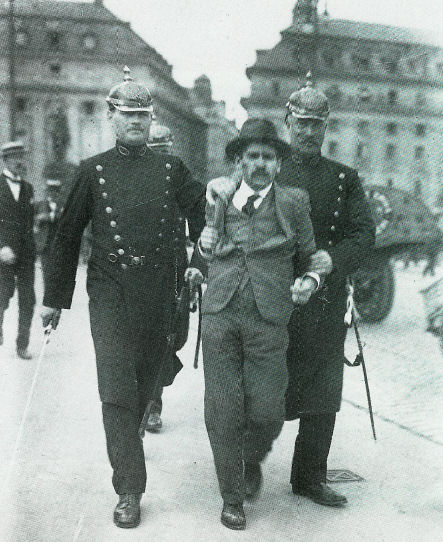
Junikravallerna

  - Svensk polis attackerar rösträttsdemonstranter utanför riksdagshuset i Stockholm,[2] där 20 000 arbetare samlas med anledning av debatten om genomgripande demokratiska reformer. Tumultet utbryter när polisen spärrar vägen.[8]
  - Svensk polis gör chock mot rösträttsanhängare på Gustav Adolfs torg i Stockholm.[7]
- 7 juni – Lions Club bildas i Chicago.[14]
- 13 juni – Hilda Nilsson blir den sista kvinnan i Sverige att dömas till döden (för åtta barnamord), men hon hinner ta sitt eget liv innan domen verkställs.
- 14 juni – Brattsystemet (motbok på Systembolaget) införs i hela Sverige.[15]
- 29 juni – Grekland går in i första världskriget på ententens sida.

### Juli
- 1 juli – 11-årige Pu Yi tillbaka som kejsare av Kina under två veckor efter en militärkupp som dock slås ner och republiken återinförs.[4]
- 2 juli – Raskravaller bryter ut i Saint Louis. Vita attackerar och dödar flera svarta.
- 9 juli – John Zander, Sverige sätter världsrekord på 3 000 meter löpning. Under året tar han också rekorden på 1 500 meter och 2 000 meter.[7]
- 18 juli – Karl XII:s grav öppnas för undersökningar.
- 21 juli – Rysslands provisoriska vänsterministär ombildas med Aleksandr Kerenskij som ny regeringschef,[1] då Kerenskij krossar ett försök från bolsjevikerna att gripa makten i Ryssland. Lenin tvingas fly till det då ännu ryska Finland.
- 26 juli – Mjölk ransoneras i Sverige.[4]
- 31 juli – Brittisk storoffensiv i Flandern startas.[4]

### Augusti
- 2 augusti – Myteri på tyskt slagskepp i Wilhelmshaven.[4]
- 5 augusti – John Zander, Sverige sätter världsrekord på 1 500 meter löpning med tiden 3.54.7.[2]
- 14 augusti – Kina förklarar Tyskland krig.[6]
- 26 augusti – Första lokalavdelningen av SLU, sedermera Centerpartiets ungdomsförbund bildas i Läckeby i Småland.

### September
- 8 september – I den så kallade Luxburgaffären avslöjas att tyska beskickningen i Argentina har fått telegram från Berlin befordrade genom svenska UD.[7] Enligt USA har detta hjälpt Tyskland i ubåtskriget.
- 20 september – I det svenska Andrakammarvalet går högern kraftigt tillbaka.[7] Socialister och liberaler får majoritet, och svenske kungen säger att han inte kan acceptera Hjalmar Branting i Sveriges regering. Han vill i stället se en högerministär, parlamentarismen i Sverige ställs på prov.[2]
- 29 september – Ernst Rolf gör succé på Fenixpalatset i Stockholm.[7]

### Oktober
- 1 oktober – I Sverige bildar liberale ledaren Nils Edén en koalitionsregering där socialdemokraterna Hjalmar Branting, Erik Palmstierna, Värner Rydén och Östen Undén blir de första socialdemokraterna i Sveriges regering.[1]
- 2 oktober – Den nya svenska bibelöversättningen, Gustav V:s bibel, stadfästs.[16] Bibelkommissionen har arbetat med den nya översättningen sedan 1773, på uppdrag av Gustav III.
- 11 oktober – Tyska trupper landstiger på Ösel vid Taggaviken, i den så kallade Operation Albion.
- 15 oktober – I Paris avrättas den nederländska dansösen Mata Hari som tysk spion.
- 17 oktober
  - Det svenska AB Vin- & Spritcentralen konstitueras.[7]
  - Dan Anderssons diktsamling Svarta ballader utkommer.[2]
- 18 oktober – Svenska Tändsticks AB grundas genom en sammanslagning av den svenska tändsticksindustrin till en koncern under Ivar Kreugers ledning.[4]
- 19 oktober – Carl Swartz avgår som svensk statsminister och efterträds av liberalen Nils Edén. Socialdemokraten Hjalmar Branting blir finansminister. Därmed har socialdemokraterna har för första gången kommit i regeringsställning i Sverige[7] och parlamentarismen slagit igenom.
- 24 oktober–18 november – Tyskar och österrikare går till gemensamt motanfall mot italienarna vid Caporetto.[6]
- 31 oktober – Norske författaren Knut Hamsuns roman Markens Gröda släpps och lägger grund till hans internationella berömmelse.[1]
- Oktober – Sedan två brittiska offensiver mot Gaza (mars-april 1917) slagits tillbaka sätter britterna - under Edmund H. Allenbys befäl - igång en offensiv mot turkar och tyskar i Palestina, med understöd av flyg och medelhavsflottan.

### November
- 2 november – Brittiska utrikesministern Arthur Balfour avger Balfourdeklarationen i vilken utlovas grundandet av ett judiskt nationalhem i Palestina.

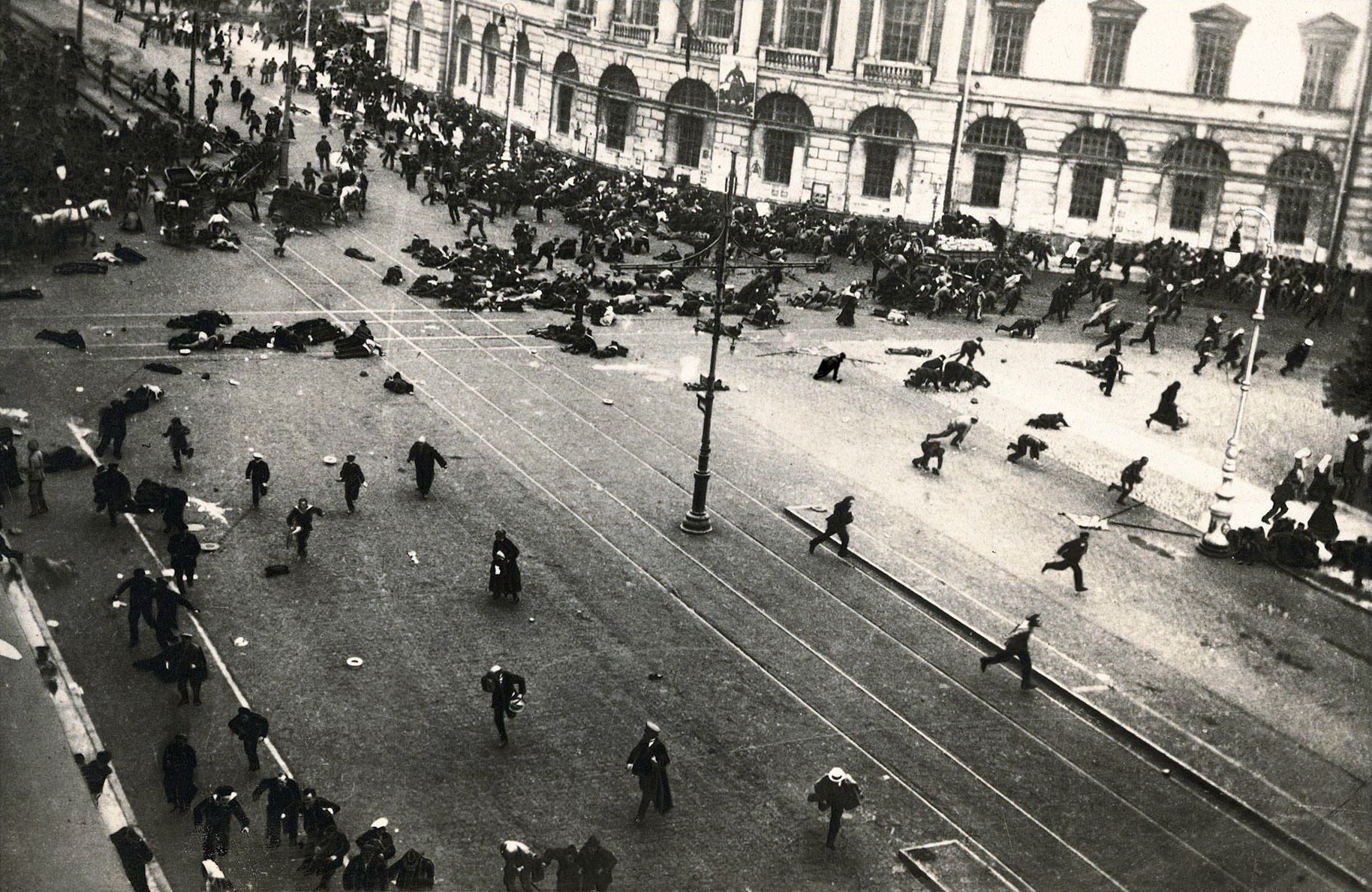
Oktoberrevolutionen i Ryssland.

- 7 november (NS) – I Ryssland störtas Aleksandr Kerenskijs västmaktsorienterade regering, och bolsjevikerna under Vladimir Lenin och Lev Trotskij griper makten.[1]
- 15 november – Sveriges första flygbolag bildas i Landskrona av svenske flygpionjären Enoch Thulin.[7]
- 20 november
  - Ukraina utropar sig som självständig republik.
  - Ett större antal stridsvagnar sätts in av britterna vid Cambrai.
- 28 november – Sveriges kung Gustaf V beger sig på statsbesök till Norge. I sitt tal i Kristiania betonar konungen sin varma önskan om enighet och samverkan mellan Nordens folk.

### December
- 6 december

Finland.

- - Finlands lantdag proklamerar Finlands självständighet från Ryssland.[1]
  - I hamnen i Halifax i Kanada kolliderar två fartyg – det ena är det franska Mont Blanc som är lastat med ammunition – och förorsakar en explosion, som dödar mer än 2 000 personer och raserar en stor del av staden.
- 7 december
  - Ryssland ingår vapenvila med Tyskland och Österrike, och man sätter sig ner i Brest-Litovsk för att förhandla om fred.[4]
  - USA förklarar krig mot Österrike.[17]
  - Tjekan, den ryska hemliga polisen, bildas.
- 12 december – En järnvägsolycka inträffar i Mont Cenistunneln i kommunen Saint-Michel-de-Maurienne i Frankrike, då ett godståg med trupper och ammunition spårar ur, och 550 personer omkommer.[5]
- 13 december – Sverige förhandlar i London om ett nytt handelsavtal. Framför allt handlar det om överlåtelse av svenska fartyg och minskad svensk malmexport till Tyskland.[2]
- 15 december – Under Lenins ledning sluter Ryssland vapenstillestånd med Tyskland.
- 31 december
  - Rysslands bolsjevikregering erkänner Finland som självständig stat.[6]
  - Vid nyårsfirandet på Skansen läses Nyårsklockan av skådespelaren Ivan Hedqvist.
- December
  - Danmarks, Norges och Sveriges kungar möts i Kristiania.
  - Brittiska trupper intar Jerusalem.
  - Köer uppstår i Sverige då kaffet håller på att ta slut, ett hekto per person säljs till jul.[7]

### Okänt datum
- Amerikanska soldater landstiger i Chungking, Kina för att skydda amerikaner under en politisk kris.[17]
- USA skickar soldater till Kuba för att skydda amerikanska intressen under uppror.[17]
- USA:s räder in i norra Mexiko, som pågått sedan 1914, upphör.[17]
- Arbetare tvingar bönder att lämna ifrån sig livsmedel i Ådalen.
- Passtvånget återinförs i Sverige.[18]
- Sverige inför visumtvång för alla utlänningar.
- 1 200 grankottar säljs för 90 öre hektolitern i Sverige.[7]
- De tre huvudmännen i 1908 års attentat mot fartyget Amalthea får amnesti.
- Hakon Swensson i Västerås grundar AB Hakon Swensson (Hakonbolaget), vilket är den första grunden till ICA.
- Den kooperativa jordbruksrörelsen samlas i Sveriges allmänna lantbrukssällskap.
- Knut och Alice Wallenbergs stiftelse grundas genom en donation på 20 miljoner av Knut Wallenberg.
- Barnamordsplakatet (infört 1778) upphävs slutligen som svensk lag.
- Katrineholm och Sollefteå får stadsprivilegium.
- I Sverige inför Stockholms tjänarinneförening begreppet "hembiträde" som skall ersätta äldre begrepp som "tjänsteflicka", "tjänarinna" och "jungfru".[19]
- En internationell socialistisk fredskonferens hålls i Stockholm.
- Sveriges kronprinsessa startar insamling av ljus till behövande.[7]
- Apparaten Pianophon gör alla pianon på biografer i Sverige självspelande.[7]
- Körkort införs i Sverige.[20]

## Födda

### Första kvartalet

#### Januari
- 3 januari – Vernon A. Walters, amerikansk general och diplomat, FN-ambassadör 1985–1989. (död 2002)
- 7 januari – Astrid Kristensson, svensk jurist och moderat politiker, landshövding i Kronobergs län. (död 2000)
- 10 januari – Jerry Wexler, amerikansk låtskrivare och producent. (död 2008)
- 12 januari – Maharishi Mahesh Yogi, indisk guru, grundare av TM. (död 2008)
- 16 januari – Justin Ahomadégbé, president i Republiken Dahomey, nuvarande Benin. (död 2002)
- 17 januari
  - Joseph W. Barr, amerikansk demokratisk politiker, USA:s finansminister 1968–1969. (död 1996)
  - M.G. Ramachandran, indisk politiker och filmskådespelare. (död 1987)
- 21 januari – Erling Persson, svensk entreprenör och företagsledare som grundade Hennes & Mauritz. (död 2002)
- 24 januari – Ernest Borgnine, amerikansk skådespelare. (död 2012)
- 25 januari – Jânio Quadros, Brasiliens president 1961. (död 1992)
- 26 januari – William Verity, amerikansk politiker och affärsman, handelsminister 1987–1989. (död 2007)
- 30 januari – Paul Frère, belgisk racerförare. (död 2008)

#### Februari
- 2 februari – Eric Holmqvist, svensk politiker (s), statsråd 1961–1976. (död 2009)
- 3 februari – Arne Sucksdorff, svensk regissör, manusförfattare, fotograf och dokumentärfilmare. (död 2001)
- 4 februari – Muhammad Yahya Khan, president i Pakistan 1969–1971. (död 1980)
- 5 februari – Vivica Bandler, finländsk teaterregissör, manusförfattare och teaterchef. (död 2004)
- 6 februari – Zsa Zsa Gabor, ungersk-amerikansk skådespelare. (död 2016)
- 11 februari – Sidney Sheldon, amerikansk författare. (död 2007)
- 14 februari – Herbert Hauptman, amerikansk kemist, nobelpristagare. (död 2011)
- 15 februari – Egil Holmsen, svensk regissör, manusförfattare, journalist, författare och skådespelare. (död 1990)
- 19 februari – Edith Grøn, nicaraguansk skulptör. (död 1990)
- 20 februari – Gustaf von Platen, svensk journalist och författare. (död 2003)
- 21 februari – Sven-Otto Österdahl, svensk byrådirektör och politiker (fp). (död 1985)
- 25 februari – Anthony Burgess, brittisk författare. (död 1993)
- 26 februari – Robert Taft Jr., amerikansk republikansk politiker, senator 1971–1976. (död 1993)
- 27 februari
  - John Connally, amerikansk politiker. (död 1993)
  - Börge Krüger, svensk-dansk dansare och skådespelare. (död 1995)

#### Mars
- 2 mars – Desi Arnaz, kubansk-amerikansk skådespelare (I Love Lucy). (död 1986)
- 6 mars
  - Donald Davidson, amerikansk filosof. (död 2003)
  - Will Eisner, amerikansk serieskapare. (död 2005)
  - Samael Aun Weor, colombiansk neo-gnostiker. (död 1977)
- 11 mars – Nils Hörjel, svensk ämbetsman, landshövding i Malmöhus län 1973–1984. (död 2006)
- 12 mars – Fritjof Hellberg, svensk skådespelare. (död 1995)
- 19 mars – Dinu Lipatti, rumänsk pianist. (död 1950)
- 20 mars – Dame Vera Lynn, brittisk sångerska. (död 2020)
- 21 mars – Arne Isacsson, svensk akvarellist och konstpedagog. (död 2010)
- 27 mars – Cyrus Vance, amerikansk politiker, utrikesminister 1977–1980. (död 2002)

### Andra kvartalet

#### April
- 9 april – Rolf Kauka, tysk serietecknare. (död 2000)
- 17 april – Bill Clements, amerikansk republikansk politiker och affärsman, guvernör i Texas 1979–1983 och 1987–1991. (död 2011)
- 19 april – Sven Hassel, dansk författare och krigsveteran. (död 2012)
- 22 april – Yvette Chauviré, fransk ballerina. (död 2016)
- 25 april – Ella Fitzgerald, amerikansk jazzsångerska. (död 1996)

#### Maj
- 1 maj – Inga Löwdin, svensk idrottare och idrottsledare. (död 2008)
- 3 maj
  - Gun Robertson, svensk skådespelare. (död 2008)
  - Chris Wahlström, svensk skådespelare. (död 1977)
- 16 maj – George Gaynes, finländsk-amerikansk skådespelare. (död 2016)
- 21 maj – Raymond Burr, kanadensisk-amerikansk skådespelare (Perry Mason). (död 1993)
- 22 maj – Gunnar Wallmark, svensk intendent och moderat politiker. (död 1998)
- 23 maj – Tatiana Rjabusjinskaja, rysk ballerina och koreograf. (död 2000)
- 28 maj
  - Sture Henriksson, svenskt fackföreningsman och politiker, kommunikationsminister 1957. (död 1957)
  - Rune Stylander, svensk skådespelare och regiassistent. (död 1973)
- 29 maj – John F. Kennedy, amerikansk politiker, USA:s president 1961–1963. (död 1963)
- 31 maj
  - Ortrud Mann, svensk dirigent och kantor. (död 2006)
  - Eric Sundquist, svensk skådespelare. (död 1985)

#### Juni
- 4 juni – Howard Metzenbaum, amerikansk demokratisk politiker, senator 1974 och 1976–1995. (död 2008)
- 6 juni – María Montez, amerikansk skådespelare. (död 1951)
- 7 juni – Dean Martin, amerikansk sångare och skådespelare. (död 1995)
- 9 juni – Ullastina Rettig, svensk skådespelare. (död 2008)
- 14 juni – Atle Selberg, norsk matematiker. (död 2007)
- 18 juni – Erik Ortvad, dansk målare. (död 2008)
- 25 juni – Nils Karlsson, Mora-Nisse, svensk skidlöpare.[7] (död 2012)
- 28 juni – Wilfred Burns, brittisk kompositör, arrangör av svensk filmmusik. (död 1990)
- 30 juni – Lena Horne, amerikansk sångerska och skådespelare. (död 2010)

### Tredje kvartalet

#### Juli
- 2 juli
  - Stuart Görling, svensk kompositör och arrangör av filmmusik. (död 2002)
  - Murry Wilson, amerikansk musikproducent. (död 1973)
- 8 juli – Jules Bacon, bodybuilder, Mr. America 1943. (död 2007)
- 15 juli – Nur Mohammad Taraki, afghansk politiker, president 1978–1979. (död 1979)
- 19 juli – William Scranton, amerikansk republikansk politiker och diplomat, guvernör i Pennsylvania 1963–1967. (död 2013)
- 22 juli – Lothar Lindtner, norsk skådespelare och sångare. (död 2005)
- 26 juli – Bertil Nordahl, svensk fotbollsspelare och -tränare. (död 1998)

#### Augusti
- 3 augusti – Anna-Greta Krigström, svensk skådespelare. (död 1961)
- 15 augusti
  - Martin Ljung, svensk komiker och skådespelare.[7] (död 2010)
  - Oscar Romero, latinamerikansk romersk-katolsk präst, ärkebiskop av San Salvador 1977–1980, martyr. (död 1980)
- 17 augusti – John Zacharias, svensk skådespelare, regissör och teaterchef. (död 1998)
- 21 augusti – Sven Törngren, svensk flygare och flygvapenofficer. (död 2008)
- 22 augusti
  - Per Anders Fogelström, svensk författare.[7] (död 1998)
  - John Lee Hooker, amerikansk sångare, gitarrist. (död 2001)
- 25 augusti – Mel Ferrer, amerikansk skådespelare. (död 2008)
- 26 augusti – William French Smith, amerikansk republikansk politiker, USA:s justitieminister 1981–1985. (död 1990)

#### September
- 2 september – Bodil Kjer, dansk skådespelare. (död 2003)
- 4 september – Henry Ford II, amerikansk industriman, chef för Ford Motor Company 1945–1960. (död 1987)
- 7 september – Tore Gjelsvik, norsk geolog och forskare. (död 2006)
- 9 september – Maj Sønstevold, svensk-norsk kompositör. (död 1996)
- 11 september
  - Herbert Lom, tjeckisk-brittisk skådespelare. (död 2012)
  - Ferdinand Marcos, filippinsk politiker, president 1965–1986. (död 1989)
- 16 september – Alexander Schmorell, medlem av Vita rosen. (död 1943)
- 20 september
  - Göran Gentele, svensk regissör, operachef i Stockholm och New York.[7] (död 1972)
  - Fernando Rey, spansk skådespelare. (död 1994)
- 24 september – Otto Günsche, tysk SS-officer. (död 2003)
- 30 september – Ebbe Hagard, svensk präst, författare och ordförande i Göteborgs kommunfullmäktige. (död 2008)

### Fjärde kvartalet

#### Oktober
- 4 oktober – Violeta Parra, chilensk folkmusiker och konstnär. (död 1967)
- 10 oktober – Thelonious Monk, amerikansk jazzpianist. (död 1982)
- 15 oktober – Arthur M. Schlesinger, amerikansk historiker och författare. (död 2007)
- 17 oktober – Hans Strååt, svensk skådespelare. (död 1991)
- 18 oktober – Kjell Stensson, svensk radioprofil. (död 1990)
- 21 oktober
  - Dizzy Gillespie, amerikansk jazztrumpetare och orkesterledare. (död 1993)
  - Thorbjörn Widell, svensk skådespelare. (död 1973)
- 22 oktober – Joan Fontaine, amerikansk skådespelare. (död 2013)
- 27 oktober
  - Arne Andersson, svensk idrottsman (löpare) och förskollärare. (död 2009)
  - Oliver Tambo, sydafrikansk politiker. (död 1993)
- 29 oktober – Henry Carlsson, svensk fotbollsspelare och -tränare. (död 1999)

#### November
- 2 november – Inge Ivarson, svensk manusförfattare och filmproducent. (död 2015)
- 5 november – Banarsi Das Gupta, indisk politiker, chefsminister i Haryana 1990. (död 2007)
- 14 november
  - Park Chung-hee, sydkoreansk general och politiker, president 1963–1979. (död 1979)
  - Henry Theel, finländsk sångare. (död 1989)
- 19 november – Indira Gandhi, indisk politiker, premiärminister 1966–1977 och 1980–1984. (död 1984)
- 20 november – Bobby Locke, sydafrikansk golfspelare. (död 1987)
- 30 november – Marianne Nielsen, svensk skådespelare. (död 2004)

#### December
- 4 december – Jan Brazda, svensk-tjeckisk konstnär. (död 2011)
- 6 december
  - Kamal Jumblatt, libanesisk politiker. (död 1977)
  - Olof Sundby, svensk ärkebiskop 1972–1983. (död 1996)
- 10 december – Yahya Petra, sultan av Kelantan 1960–1979. (död 1979)
- 13 december
  - Curt Edgard, svensk skådespelare. (död 1983)
  - Geminio Ognio, italiensk vattenpolospelare. (död 1990)
- 14 december
  - Tove Ditlevsen, dansk författare. (död 1976)
  - C.-H. Hermansson, svensk politiker, VPK-ledare 1964–1975 och författare.[7] (död 2016)
- 16 december – Sir Arthur C. Clarke, brittisk science fiction-författare. (död 2008)
- 18 december – Ossie Davis, amerikansk skådespelare, regissör, producent och pjäsförfattare. (död 2005)
- 21 december – Heinrich Böll, tysk författare, nobelpristagare. (död 1985)
- 22 december – Udo Undeutsch, tysk psykolog. (död 2013)
- 23 december – Sven Lykke, norsk-svensk skådespelare, sångare, dansare, koreograf, kompositör och sångtextförfattare. (död 1997)
- 25 december – Toivo Pawlo, svensk skådespelare. (död 1979)
- 27 december – Barbro Kollberg, svensk skådespelare. (död 2014)

## Avlidna

### Första kvartalet

#### Januari
- 10 januari – Buffalo Bill, 70, amerikansk pionjär och showman.
- 11 januari – Wayne MacVeagh, 83, amerikansk diplomat och politiker, USA:s justitieminister 1888.
- 16 januari
  - George Dewey, 79, amerikansk amiral.
  - Addison G. Foster, 79, amerikansk republikansk politiker och affärsman, senator 1899–1905.

#### Februari
- 10 februari – John William Waterhouse, 67, brittisk målare, prerafaelit.

#### Mars
- 8 mars – Ferdinand von Zeppelin, 78, tysk general och luftskeppskonstruktör.
- 31 mars – Emil von Behring, 63, tysk läkare, nobelpristagare.

### Andra kvartalet

#### April
- 1 april – Scott Joplin, 49, amerikansk ragtime-pianist och kompositör.
- 14 april – Ludwig Zamenhof, 57, polsk ögonläkare, esperantos uppfinnare.

#### Maj
- 1 maj – José Enrique Rodó, 45, uruguayansk författare.
- 10 maj – Joseph B. Foraker, 70, amerikansk republikansk politiker, senator 1897–1909.
- 19 maj – Jørgen Brunchorst, 54, norsk botanist, politiker och diplomat.
- 23 maj – Harry Lane, 61, amerikansk demokratisk politiker, senator 1913–1917.
- 29 maj – Carl Yngve Sahlin, 93, svensk universitetslärare och filosof.

#### Juni
- 4 juni – John M. Haines, 54, amerikansk republikansk politiker, guvernör i Idaho 1913–1915.
- 30 juni – Jonathan Chace, 87, amerikansk republikansk politiker, senator 1885–1889.

### Tredje kvartalet

#### Juli
- 6 juli – Rudolf Arborelius, 55, svensk arkitekt.
- 12 juli – Hugo Simberg, 44, finländsk konstnär.
- 14 juli – Paul Peter Waldenström, 78, svensk präst, framstående inom Svenska Missionsförbundet.
- 20 juli – Iwan von Müller, 87, tysk klassisk filolog.
- 30 juli – Paul Gerdt, 72, rysk dansör och koreograf.

#### Augusti
- 3 augusti – Ferdinand Georg Frobenius, 67, tysk matematiker.
- 12 augusti – Eduard Buchner, 57, tysk kemist, nobelpristagare.
- 17 augusti – Hubert Henry Davies, 48, brittisk författare och pjäsförfattare.

#### September
- 3 september
  - Albin Lavén, 56, svensk skådespelare.
  - Henrik Menander, 63, svensk sångdiktare.
- 13 september – Erik Norman, 75, svensk lantbrukare och politiker (liberal).
- 27 september – Edgar Degas, 83, fransk konstnär.

### Fjärde kvartalet

#### Oktober
- 1 oktober – Ivan Aguéli, 48, svensk konstnär.[7]
- 15 oktober – Mata Hari, 41, nederländsk dansös och spion, avrättad.
- 21 oktober – Paul O. Husting, 51, amerikansk demokratisk politiker, senator 1915–1917.

#### November
- 4 november – William L. Terry, 67, amerikansk demokratisk politiker, kongressledamot 1891–1901.
- 8 november – Adolph Wagner, 82, tysk ekonom och politiker.
- 11 november – Liliʻuokalani, 79, hawaiiansk drottning 1891–1893, den sista regenten i monarkin Hawaii.
- 15 november – Émile Durkheim, 59, fransk sociolog.
- 17 november – Auguste Rodin, 77, fransk skulptör.

#### December
- 7 december – Léon Minkus, 91, österrikisk kompositör.
- 20 december – Eric Campbell, 38, brittisk skådespelare.
- 23 december – Gundelach Bruzelius, 75, svensk jurist och politiker.
- 24 december – Francis G. Newlands, 71, amerikansk demokratisk politiker, senator 1903–1917.

## Nobelpris[21]
- Fysik – Charles Glover Barkla, Storbritannien
- Kemi – Inget pris utdelades
- Medicin – Inget pris utdelades
- Litteratur
  - Karl Gjellerup, Danmark
  - Henrik Pontoppidan, Danmark
- Fred – Internationella Röda Korset

### Fotnoter
1. 1 2 3 4 5 6 7 8 9 10 11 12 13 14 15 16 17 18  20:e århundrades När Var Hur – 1917, Bernt Himmelstedt, Forum, 1999
2. 1 2 3 4 5 6 7 8 9 10 11 12 13  Sverige 1900-talet – 1917, NE, Bra Böcker, 2000
3. ↑  Sverige 1900-talet – Med svenskheten i högsätet, NE, Bra Böcker, 2000
4. 1 2 3 4 5 6 7 8 9  100 år med Aftonbladet – 1911, 1999
5. 1 2  Faktakalendern 1996, Semic, 1995
6. 1 2 3 4  Faktakalendern 2000 – 1917 (Utlandet), Semic, 1999
7. 1 2 3 4 5 6 7 8 9 10 11 12 13 14 15 16 17 18 19 20  Hundra år i Sverige – 1917, Hans Dahlberg, Albert Bonniers, 1999
8. 1 2 3  75 år Sverige, Carl-Adam Nycop, Bokförlaget Bra böcker, 1976, sidan 52 – Hungerkravaller i Sverige
9. ↑  Hundra år i Sverige – De hungriga åren: Plundringar och jobberi, Hans Dahlberg, Albert Bonniers, 1999
10. ↑  Hundra år i Sverige – De hungriga åren – Finland fritt – och Åland?, Hans Dahlberg, Albert Bonniers, 1999
11. ↑  75 år Sverige, Carl-Adam Nycop, Bokförlaget Bra böcker, 1976, sidan 52 – En flygande svensk torped
12. ↑  L'Osservatore Romano, Weekly Edition in English, 12/19 August 1998, page 9
13. ↑  Seton-Watson, Christopher. 1967. Italy from Liberalism to Fascism: 1870 to 1925. London: Methuen & Co. Ltd. Pp. 468–9
14. ↑  ”Lions historia”. Lions.se. Arkiverad från originalet den 23 maj 2016. https://web.archive.org/web/20160523154621/http://www.lions.se/lions-historia.htm. Läst 16 maj 2016.
15. ↑  Faktakalendern 2000 – 1917 (Sverige), 1999
16. ↑  Sverige 1900-talet – Fädernas kyrka – kärast bland samfund?, NE, Bra Böcker, 2000
17. 1 2 3 4  ”USA:s militära insatser i utlandet”. Arkiverad från originalet den 13 maj 2017. https://web.archive.org/web/20170513130032/http://www.au.af.mil/au/awc/awcgate/crs/rl30172.htm. Läst 25 december 2016.
18. ↑  Sverige 1900-talet – De nya svenskarna: Mellan assimilation och mångfald, NE, Bra Böcker, 2000
19. ↑  ”IFAU 2006 – Regleringen av arbetsmarknad”. Arkiverad från originalet den 11 januari 2012. https://web.archive.org/web/20120111210951/http://www.ifau.se/upload/pdf/se/2006/r06-07.pdf.
20. ↑  ”100 år med Aftonbladet”. http://wwwc.aftonbladet.se/special/1900/00/bil.html. – Sverige rullar in i 1900-talet, 1999
21. ↑  ”Nobelpriset”. https://www.nobelprize.org/prizes/lists/all-nobel-prizes/. Läst 10 april 2011.